# قلعه قشلاق
بقایای قلعه قشلاق مربوط به دوره اشکانیان است و در شهرستان ماه نشان، بخش مرکزی، دهستان قزل گچیلو، ۷ کیلومتری شمال شرق روستای قره گل، چسبیده به رودخانه قزل اوزن واقع شده و این اثر در تاریخ ۲۸ شهریور ۱۳۸۶ با شمارهٔ ثبت ۱۹۷۴۰ به‌عنوان یکی از آثار ملی ایران به ثبت رسیده است.